# Taenia
Pour les articles homonymes, voir Ténia (homonymie).
Genre
Taenia est un genre de vers plats de la famille des Taeniidae. Ces vers parasites sont connus sous le nom de Ténia mais cette appellation peut recouvrir d'autres genres dans différentes familles et ordres de Cestodes.

## Systématique
Le nom valide complet avec auteur de ce taxon est Taenia Linnaeus, 1758.
Taenia a pour synonymes :
- Hydatis Blumenbach, 1797 ;
- Hydatula Abildgaard, 1790.

### Liste des espèces
Selon la base de données IRMNG (17 février 2024), le genre Taenia contient 27 espèces valides :
- Taenia allahabadense (Malhotra, Maulik, Chatterjee, Dobhal & Nanda, 1989) ;
- Taenia alopexi (Obushenkov, 1983) ;
- Taenia apterycis Chatin, 1884 ;
- Taenia asiatica Eom & Rim, 1993 ;
- Taenia aurita Rudolphi, 1819 ; cette espèce n'est pas acceptée par la base de données World Register of Marine Species (Voir paragraphe suivant) ;
- Taenia bamrauliensis (Malhotra, Maulik, Chatterjee, Dobhal & Nanda, 1989) ;
- Taenia capite ;
- Taenia cucurbitinagrandis ;
- Taenia cysticercus Le-Van-Hoa, 1964 ;
- Taenia dinniki Jones & Khalil, 1984 ;
- Taenia himalayotaenia (Malhotra & Capoor, 1982) ;
- Taenia honessi (Hendrickson, Grieve & Kingston, 1975) ;
- Taenia hydatigena Pallas, 1766 ;
- Taenia jaipurensis Sharma, Bhalya, Seth & Capoor, 1983 ;
- Taenia kotlani Murai, Gubanyi & Sugar, 1994 ;
- Taenia leonina (He & Liu, 1981) ;
- Taenia longihamatus (Morishita & Sawada, 1966) ;
- Taenia martis (Zeder, 1803) ;
- Taenia olngojinei Dinnik & Sachs, 1969 ;
- Taenia ovis (Cobbold, 1869) ;
- Taenia pencei Rausch, 2003 ;
- Taenia pisiformis (Bloch, 1780) ;
- Taenia saginata Goeze, 1782 ;
- Taenia serialis Gervais, 1847 ;
- Taenia simbae Dinnik & Sachs, 1972 ;
- Taenia solium Linnaeus, 1758 ;
- Taenia taeniaeformis Batsch, 1786.

### Synonymes d'espèces
Selon World Register of Marine Species (14 février 2024), les espèces suivantes sont des synonymes. Sauf mention contraire, les reclassements ci-dessous sont faits au sein de l'ordre des Cyclophyllidea.
- l'espèce Taenia acanthorhyncha Wedl, 1855 est reclassée dans la famille des Amabiliidae sous le nom Joyeuxilepis acanthorhyncha (Wedl, 1855) Borgarenko & Gulyaev, 1990 ;
- l'espèce Taenia ambigua Dujardin, 1845 est reclassée dans l'ordre des Onchoproteocephalidea sous le nom Proteocephalus ambiguus (Dujardin, 1845) Weinland, 1858 ;
- l'espèce Taenia ambloplitis Leidy, 1887 est renommée Proteocephalus ambloplitis (Leidy, 1887) dans l'ordre des Onchoproteocephalidea ;
- l'espèce Taenia amphisbaenae Rudolphi, 1819 est reclassée dans la famille des Anoplocephalidae sous le nom Pseudosemenoviella amphisbaenae (Rudolphi, 1819) Ceccolini & Cianferoni, 2021 ;
- l'espèce Taenia amphitricha Rudolphi, 1819 est reclassée dans la famille des Hymenolepididae sous le nom Wardium amphitrichum (Rudolphi, 1819) ;
- l'espèce Taenia anoplocephaloides Fuhrmann, 1902 est reclassée dans la famille des Anoplocephalidae sous le nom Triuterina anoplocephaloides (Fuhrmann, 1902) Fuhrmann, 1922 ;
- l'espèce Taenia armillaris Rudolphi, 1810 est reclassée dans la famille des Dilepididae sous le nom Alcataenia armillaris (Rudolphi, 1810) Spasskaya, 1971 ;
- l'espèce Taenia aurita Rudolphi, 1819 est reclassée dans la famille des Gryporhynchidae sous le nom Glossocercus aurita (Rudolphi, 1819) Bona, 1994 ;
- l'espèce Taenia brachycephala Creplin, 1829 est reclassée dans la famille des Hymenolepididae sous le nom Echinocotyle brachycephala (Creplin, 1829) ;
- l'espèce Taenia brachyphallos Krabbe, 1869 est reclassée dans la famille des Hymenolepididae sous le nom Aploparaksis brachyphallos (Krabbe, 1869) Fuhrmann, 1908 ;
- l'espèce Taenia bufonis Gmelin, 1790 est reclassée dans la famille des Nematotaeniidae sous le nom Nematotaenia dispar (Goeze, 1782) Lühe, 1899 ;
- l'espèce Taenia campylacantha Krabbe, 1869 est reclassée dans la famille des Dilepididae sous le nom Alcataenia campylacantha (Krabbe, 1869) Spasskaya, 1971 ;
- les espèces Taenia capraea Abildgaard, 1789 et Taenia caprina Gmelin, 1791 sont renommées Linguatula serrata Frölich, 1789. C'est un crustacé ;
- l'espèce Taenia ceratophryos Parodi & Widakowich, 1916 est reclassée dans l'ordre des Onchoproteocephalidea sous le nom Ophiotaenia ceratophryos (Parodi & Widakowich, 1916) de Chambrier, Coquille & Brooks, 2006 ;
- l'espèce Taenia cernuae Gmelin, 1790 est reclassée dans l'ordre des Onchoproteocephalidea sous le nom Proteocephalus cernuae (Gmelin, 1790) La Rue, 1911 ;
- l'espèce Taenia chamissonii Linton, 1905 est reclassée dans l'ordre des Phyllobothriidea sous le nom Monorygma chamissonii (Linton, 1905) Meggitt, 1924 ;
- l'espèce Taenia cheilancristrota Wedl, 1855 est reclassée dans la famille des Dilepididae sous le nom Neogryporhynchus cheilancristrotus (Wedl, 1855) Baer & Bona, 1960 ;
- l'espèce Taenia cirrosa Krabbe, 1869 est reclassée dans la famille des Hymenolepididae sous le nom Wardium cirrosa (Krabbe, 1869) ;
- l'espèce Taenia clandestina Creplin in Krabbe, 1869 est reclassée dans la famille des Hymenolepididae sous le nom Wardium clandestina (Creplin in Krabbe, 1869) Spassky & Spasskaya, 1954 ;
- l'espèce Taenia claviceps Goeze, 1782 est reclassée dans l'ordre des Bothriocephalidea sous le nom Bothriocestus claviceps (Goeze, 1782) Scholz, Choudhury & Reyda, 2023 ;
- l'espèce Taenia coenurus Küchenmeister, 1853 est incertaine (taxon inquirendum) ;
- l'espèce Taenia coronula Dujardin, 1845 est reclassée dans la famille des Hymenolepididae sous le nom Dicranotaenia coronula (Dujardin, 1845) ;
- l'espèce Taenia crassa Bloch, 1779 est reclassée dans l'ordre des Bothriocephalidea sous le nom Eubothrium crassum (Bloch, 1779) Nybelin, 1922 ;
- l'espèce Taenia crassirostris Krabbe, 1869 est reclassée dans la famille des Hymenolepididae sous le nom Aploparaksis crassirostris (Krabbe, 1869) Clerc, 1903 ;
- l'espèce Taenia crassula Rudolphi, 1819 est reclassée dans la famille des Davaineidae sous le nom Fuhrmannetta crassula (Rudolphi, 1819) Movsesyan, 1966 ;
- l'espèce Taenia crenata Goeze, 1782 est reclassée dans la famille des Hymenolepididae sous le nom Passerilepis crenata (Goeze, 1782) ;
- l'espèce Taenia cucullanus Schrank, 1788 est Goezia ascaroides (Goeze, 1782) Railliet & Henry, 1915, un nématode ;
- l'espèce Taenia cucurbitina Pallas, 1756 est renommée Taenia solium Linnaeus, 1758 ;
- l'espèce Taenia diesingii Monticelli, 1891 est Monticellia diesingii (Monticelli, 1891) La Rue, 1911, un taxon à confirmer (taxon inquirendum), de l'ordre des Onchoproteocephalidea ;
- l'espèce Taenia dilatata Linton, 1889 est reclassée dans l'ordre des Onchoproteocephalidea sous le nom Proteocephalus macrocephalus (Creplin, 1825) Nufer, 1905 ;
- l'espèce Taenia discoidea van Beneden, 1868 est reclassée dans la famille des Dilepididae sous le nom Dictymetra discoidea (van Beneden, 1868) Spasskaya & Shumilo, 1971 ;
- l'espèce Taenia dispar Goeze, 1782 est reclassée dans la famille des Nematotaeniidae sous le nom Nematotaenia dispar (Goeze, 1782) Lühe, 1899 ;
- l'espèce Taenia dodecacantha Krabbe, 1869 est reclassée dans la famille des Dilepididae sous le nom Paricterotaenia dodecacantha (Krabbe, 1869) ;
- l'espèce Taenia dujardini Krabbe, 1869 est reclassée dans la famille des Hymenolepididae sous le nom Monorcholepis dujardini (Krabbe, 1869) Oshmarin, 1963 ;
- l'espèce Taenia dysbiotos MacCallum, 1921 est reclassée dans l'ordre des Onchoproteocephalidea sous le nom Acanthobothrium dysbiotos (MacCallum, 1921) Williams, 1969 ;
- l'espèce Taenia erostris Lönnberg, 1889 est reclassée dans l'ordre des Tetrabothriidea sous le nom Tetrabothrius (Oriana) erostris (Lönnberg, 1899) Baylis, 1926 ;
- l'espèce Taenia farciminosa Goeze, 1782 est reclassée dans la famille des Hymenolepididae sous le nom Variolepis farciminosa (Goeze, 1782) ;
- l'espèce Taenia fasciolaris Pallas, 1781 est reclassée dans la famille des Hymenolepididae sous le nom Fimbriaria fasciolaris (Pallas, 1781) Froelich, 1802 ;
- l'espèce Taenia filariformis Pont, 1926 est douteuse : c'est un nomen dubium ;
- l'espèce Taenia filicollis Rudolphi, 1802 est reclassée dans l'ordre des Onchoproteocephalidea sous le nom Proteocephalus filicollis (Rudolphi, 1802) Weinland, 1858 ;
- l'espèce Taenia filum Goeze, 1782 est reclassée dans la famille des Hymenolepididae sous le nom Aploparaksis filum (Goeze, 1782) ;
- l'espèce Taenia forsteri Krefft, 1871 est reclassée dans l'ordre des Tetrabothriidea sous le nom Tetrabothrius (Tetrabothrius) forsteri (Krefft, 1871) Fuhrmann, 1904 ;
- l'espèce Taenia fragilis Rudolphi, 1802 est reclassée dans l'ordre des Bothriocephalidea sous le nom Eubothrium fragile (Rudolphi, 1802) Nybelin, 1922 ;
- l'espèce Taenia fringillarum Rudolphi, 1810 est reclassée dans la famille des Hymenolepididae sous le nom Passerilepis passeris (Gmelin, 1790) Yamaguti, 1959 ;
- l'espèce Taenia furcifera Krabbe, 1869 est reclassée dans la famille des Hymenolepididae sous le nom Confluaria furcifera (Krabbe, 1869) ;
- l'espèce Taenia furcigera Rudolphi, 1819 est reclassée dans la famille des Hymenolepididae sous le nom Aploparaksis furcigera (Rudolphi, 1819) Fuhrmann, 1908 ;
- l'espèce Taenia fusus Krabbe, 1869 est reclassée dans la famille des Hymenolepididae sous le nom Hymenolepis fusus (Krabbe, 1869) Bondarenko & Kontrimavichus, 2004 ;
- l'espèce Taenia grimaldii Moniez, 1889 est reclassée dans l'ordre des Phyllobothriidea sous le nom Monorygma grimaldii (Moniez, 1899) Meggitt, 1924 ;
- l'espèce Taenia groenlandica Krabbe, 1869 est reclassée dans la famille des Hymenolepididae sous le nom Aploparaksis groenlandica (Krabbe, 1869) Baer, 1956 ;
- l'espèce Taenia haerica Pallas, 1781 est reclassée dans l'ordre des Bothriocephalidea sous le nom Fistulicola plicatus (Rudolphi, 1819) Lühe, 1899 ;
- l'espèce Taenia hemisphaerica Molin, 1859 est reclassée dans l'ordre des Onchoproteocephalidea sous le nom Proteocephalus macrocephalus (Creplin, 1825) Nufer, 1905 ;
- l'espèce Taenia heterosoma Baird, 1853 est reclassée dans l'ordre des Tetrabothriidea sous le nom Tetrabothrius (Tetrabothrius) heterosoma (Baird, 1853) Fuhrmann, 1913 ;
- l'espèce Taenia himantopodis Krabbe, 1869 est reclassée dans la famille des Hymenolepididae sous le nom Wardium himantopodis (Krabbe, 1869) ;
- l'espèce Taenia hirsuta Krabbe, 1882 est reclassée dans la famille des Hymenolepididae sous le nom Aploparaksis hirsuta (Krabbe, 1882) Clerc, 1903 ;
- l'espèce Taenia immerina Abildgaard, 1790 est reclassée dans l'ordre des Tetrabothriidea sous le nom Tetrabothrius immerinus (Abildgaard, 1790) ;
- l'espèce Taenia incognita MacCallum, 1921 est reclassée dans l'ordre des Onchoproteocephalidea sous le nom Acanthobothrium incognitum (MacCallum, 1921) Wardle & McLeod, 1952 ;
- l'espèce Taenia inflata Rudolphi, 1819 est reclassée dans la famille des Hymenolepididae sous le nom Diorchis inflata (Rudolphi, 1819) ;
- l'espèce Taenia inversa Rudolphi, 1819 est reclassée dans la famille des Dilepididae sous le nom Paricterotaenia inversa (Rudolphi, 1819) ;
- l'espèce Taenia lactea Leidy, 1855 est reclassée dans l'ordre des Onchoproteocephalidea sous le nom Ophiotaenia lactea (Leidy, 1855) La Rue, 1911 ;
- l'espèce Taenia laevigata Rudolphi, 1819 est reclassée dans la famille des Dilepididae sous le nom Dictymetra laevigata (Rudolphi, 1819) Spassky & Spasskaya, 1971 ;
- l'espèce Taenia laevis Bloch, 1782 est reclassée dans la famille des Hymenolepididae sous le nom Diploposthe laevis (Bloch, 1782) ;
- l'espèce Taenia lamilligera Owen, 1832 est reclassée dans la famille des Amabiliidae sous le nom Amabilia lamilligera (Owen, 1832) Diamare, 1893 ;
- l'espèce Taenia lanceolata Rudolphi, 1805 devient Linguatula serrata Frölich, 1789. C'est un crustacé ;
- l'espèce Taenia larina Krabbe, 1869 est reclassée dans la famille des Dilepididae sous le nom Alcataenia larina (Krabbe, 1869) ;
- l'espèce Taenia lata Linnaeus, 1758 est reclassée dans l'ordre des Diphyllobothriidea sous le nom Dibothriocephalus latus (Linnaeus, 1758) Lühe, 1899 ;
- l'espèce Taenia laticeps Pallas, 1781 est reclassée dans l'ordre des Caryophyllidea sous le nom Caryophyllaeus laticeps (Pallas, 1781) Lühe, 1910 ;
- l'espèce Taenia leptosoma Leidy, 1888 est reclassée dans l'ordre des Onchoproteocephalidea sous le nom Proteocephalus nematosoma (Leidy, 1891) La Rue, 1911 ;
- l'espèce Taenia loliginis Leidy, 1887 est reclassée dans l'ordre des Phyllobothriidea sous le nom Phyllobothrium loliginis (Leidy, 1887) Linton, 1897 ;
- l'espèce Taenia macracanthos Linstow, 1877 est reclassée dans la famille des Hymenolepididae sous le nom Retinometra macracanthos (Linstow, 1877) Spassky, 1963 ;
- l'espèce Taenia macrocephala Creplin, 1825 est reclassée dans l'ordre des Onchoproteocephalidea sous le nom Proteocephalus macrocephalus (Creplin, 1825) Nufer, 1905 ;
- l'espèce Taenia macrocotylea Monticelli, 1892 est renommée Monticellia macrocotylea (Monticelli, 1891) La Rue, 1911, un taxon à confirmer (taxon inquirendum), de l'ordre des Onchoproteocephalidea ;
- l'espèce Taenia macrophalla Diesing, 1850 est reclassée dans l'ordre des Onchoproteocephalidea sous le nom Proteocephalus macrophallus (Diesing, 1850) La Rue, 1914 ;
- l'espèce Taenia macrorhyncha Rudolphi, 1810 est reclassée dans la famille des Schistotaeniidae sous le nom Schistotaenia macrorhyncha (Rudolphi, 1810) Cohn, 1900 ;
- l'espèce Taenia medici Stossich, 1890 est reclassée dans la famille des Hymenolepididae sous le nom Armadoskrjabinia medici (Stossich, 1890) ;
- l'espèce Taenia megalops Nitzsch in Creplin, 1829 est reclassée dans la famille des Hymenolepididae sous le nom Cloacotaenia megalops (Nitzsch in Creplin, 1829) ;
- l'espèce Taenia micracantha Krabbe, 1869 est reclassée dans la famille des Dilepididae sous le nom Alcataenia micracantha (Krabbe, 1869) ;
- l'espèce Taenia micropteri Leidy, 1887 est reclassée dans l'ordre des Onchoproteocephalidea sous le nom Proteocephalus micropteri (Leidy, 1887) La Rue, 1911 ;
- l'espèce Taenia microrhyncha Krabbe, 1869 est reclassée dans la famille des Dilepididae sous le nom Anomotaenia microrhyncha (Krabbe, 1869) Cohn, 1900 ;
- l'espèce Taenia microsoma Creplin, 1829 est reclassée dans la famille des Hymenolepididae sous le nom Microsomacanthus microsoma (Creplin, 1829) ;
- l'espèce Taenia multistriata Rudolphi, 1819 est reclassée dans la famille des Hymenolepididae sous le nom Colymbilepis multistriata (Rudolphi, 1810) ;
- l'espèce Taenia narinari MacCallum, 1917 est reclassée dans l'ordre des Lecanicephalidea sous le nom Seussapex narinari (MacCallum, 1917) Jensen & Russell, 2014 ;
- l'espèce Taenia nematosoma Leidy, 1891 est reclassée dans l'ordre des Onchoproteocephalidea sous le nom Proteocephalus nematosoma (Leidy, 1891) La Rue, 1911 ;
- l'espèce Taenia nitidulans Krabbe, 1882 est reclassée dans la famille des Hymenolepididae sous le nom Nadejdolepis nitidulans (Krabbe, 1882) Spassky & Spasskaya, 1954 ;
- l'espèce Taenia nodulosa Pallas, 1781 est reclassée dans l'ordre des Bothriocephalidea sous le nom Triaenophorus nodulosus (Pallas, 1781) Rudolphi, 1793 ;
- l'espèce Taenia nymphaea Schrank, 1790 est reclassée dans la famille des Dilepididae sous le nom Dictymetra nymphaea (Schrank, 1790) Spassky & Spasskaya, 1971 ;
- l'espèce Taenia octacantha Krabbe, 1869 est reclassée dans la famille des Hymenolepididae sous le nom Sobolevicanthus octacantha (Krabbe, 1869) Spasskii & Spasskaya, 1954
- l'espèce Taenia osculata Goeze, 1782 est reclassée dans l'ordre des Onchoproteocephalidea sous le nom Glanitaenia osculata (Goeze, 1782) de Chambrier, Zehnder, Vaucher & Mariaux, 2004 ;
- l'espèce Taenia passeris Gmelin, 1790 est reclassée dans la famille des Hymenolepididae sous le nom Passerilepis passeris (Gmelin, 1790) Yamaguti, 1959 ;
- l'espèce Taenia patini MacCallum, 1921 est renommée Maccallumiella patini (MacCallum, 1921), Yamaguti, 1959, un Eucestoda incertae sedis ;
- l'espèce Taenia pelecaniaquilae Rudolphi, 1819 est reclassée dans l'ordre des Tetrabothriidea sous le nom Tetrabothrius (Oriana) pelecaniaquilae (Rudolphi, 1819) Fuhrmann, 1908 ;
- l'espèce Taenia percae Müller, 1780 est reclassée dans l'ordre des Onchoproteocephalidea sous le nom Proteocephalus percae (Müller, 1780) Railliet, 1899 ;
- l'espèce Taenia phocarum Fabricius, 1780 est reclassée dans l'ordre des Diphyllobothriidea sous le nom Pyramicocephalus phocarum (Fabricius, 1780) Monticelli, 1890 ;
- l'espèce Taenia pinguis Fuhrmann, 1904 est reclassée dans la famille des Davaineidae sous le nom Ophryocotyloides pinguis (Fuhrmann, 1904) Baer, 1927 ;
- l'espèce Taenia polymorpha Rudolphi, 1819 est reclassée dans la famille des Acoleidae sous le nom Diplophallus polymorphus (Rudolphi, 1819) Fuhrmann, 1900 ;
- l'espèce Taenia porosa Rudolphi, 1819 est reclassée dans la famille des Dilepididae sous le nom Paricterotaenia porosa (Rudolphi, 1810) ;
- l'espèce Taenia pubescens Krabbe, 1882 est reclassée dans la famille des Hymenolepididae sous le nom Aploparaksis hirsuta (Krabbe, 1882) Clerc, 1903 ;
- l'espèce Taenia pulchella Leidy, 1851 est douteuse : c'est un nomen dubium ;
- l'espèce Taenia punica Cholodkowsky, 1908 est reclassée dans l'ordre des Onchoproteocephalidea sous le nom Ophiotaenia punica (Cholodkowsky, 1908) La Rue, 1911 ;
- l'espèce Taenia quadribothria MacCallum, 1921 est  reclassée dans l'ordre des Onchoproteocephalidea sous le nom Anthobothrium quadribothria (MacCallum, 1921) Yamaguti, 1959 ;
- l'espèce Taenia racemosa Rudolphi, 1819 est reclassée dans l'ordre des Onchoproteocephalidea sous le nom Ophiotaenia racemosa (Rudolphi, 1819) La Rue, 1911 ;
- l'espèce Taenia rajaebatis Rudolphi, 1810 est reclassée dans l'ordre des Onchoproteocephalidea sous le nom Acanthobothrium rajaebatis (Rudolphi, 1810) Euzet, 1959 ;
- l'espèce Taenia rectangulum Bloch, 1782 est reclassée dans l'ordre des Bothriocephalidea sous le nom Bathybothrium rectangulum (Bloch, 1782) Lühe, 1902 ;
- l'espèce Taenia recurvirostrae Krabbe, 1869 est reclassée dans la famille des Hymenolepididae sous le nom Wardium recurvirostrae (Krabbe, 1869) ;
- l'espèce Taenia rhinaris Meyer, 1789 est Linguatula serrata Frölich, 1789. C'est un crustacé ;
- l'espèce Taenia rhomboidea Dujardin, 1845 est reclassée dans la famille des Hymenolepididae sous le nom Aploparaksis furcigera (Rudolphi, 1819) Fuhrmann, 1908 ;
- l'espèce Taenia rosaeformis MacCallum, 1921 est reclassée dans l'ordre des Rhinebothriidea sous le nom Scalithrium rankini (Baer, 1948) Ball, Neifar & Euzet, 2003 ;
- l'espèce Taenia rostellata Abildgaard, 1790 est reclassée dans la famille des Hymenolepididae sous le nom Dubininolepis rostellata (Abildgaard, 1790) ;
- l'espèce Taenia rugosa Batsch, 1786 est reclassée dans l'ordre des Bothriocephalidea sous le nom Eubothrium rugosum (Batsch, 1786) Nybelin, 1922 ;
- l'espèce Taenia rugosa Krefft, 1871 est reclassée dans la famille des Acoleidae sous le nom Acoleus vaginatus (Rudolphi, 1819) Fuhrmann, 1899 ;
- l'espèce Taenia sagitta Grimm, 1872 est reclassée dans l'ordre des Onchoproteocephalidea sous le nom Proteocephalus sagittus (Grimm, 1872) La Rue, 1911 ;
- l'espèce Taenia salmonis Müller, 1780 est reclassée dans l'ordre des Bothriocephalidea sous le nom Eubothrium crassum (Bloch, 1779) Nybelin, 1922 ;
- l'espèce Taenia salvelini Schrank, 1790 est reclassée dans l'ordre des Bothriocephalidea sous le nom Eubothrium salvelini (Schrank, 1790) Nybelin, 1922 ;
- l'espèce Taenia scolecina Rudolphi, 1819 est reclassée dans la famille des Gryporhynchidae sous le nom Paradilepis scolecina (Rudolphi, 1819) ;
- l'espèce Taenia scolopendra Diesing, 1856 est reclassée dans la famille des Schistotaeniidae sous le nom Schistotaenia scolopendra (Diesing, 1856) Cohn, 1900 ;
- l'espèce Taenia scorpii Müller, 1776 est reclassée dans l'ordre des Bothriocephalidea sous le nom Bothriocephalus scorpii (Müller, 1776) Cooper, 1917 ;
- l'espèce Taenia simplicissima Leidy, 1887 est reclassée dans l'ordre des Onchoproteocephalidea sous le nom Proteocephalus simplicissimus (Leidy, 1887) ;
- l'espèce Taenia solida Müller, 1776 est reclassée dans l'ordre des Diphyllobothriidea sous le nom Schistocephalus solidus (Müller, 1776) Steenstrup, 1857 ;
- l'espèce Taenia somatolepta Monticelli, 1891 est reclassée dans l'ordre des Onchoproteocephalidea sous le nom Proteocephalus nematosoma (Leidy, 1891) La Rue, 1911 ;
- l'espèce Taenia sphaerophora Rudolphi, 1810 est reclassée dans la famille des Hymenolepididae sous le nom Aploparaksis sphaerophora (Rudolphi, 1810) Fuhrmann, 1906 ;
- l'espèce Taenia squall Fabricius, 1794 est reclassée dans l'ordre des Trypanorhyncha sous le nom Gilquinia squali (Fabricius, 1794) Dollfus, 1930 ;
- l'espèce Taenia sternina Krabbe, 1869 est reclassée dans la famille des Dilepididae sous le nom Paricterotaenia sternina (Krabbe, 1869) ;
- l'espèce Taenia struthionis Houttuyn, 1772 est reclassée dans la famille des Davaineidae sous le nom Houttuynia struthionis (Houttuyn, 1772) Fuhrmann, 1920 ;
- l'espèce Taenia teres Krabbe, 1869 est reclassée dans la famille des Dilepididae sous le nom Lateriporus teres (Krabbe, 1869) Fuhrmann, 1907 ;
- l'espèce Taenia torulosa Batsch, 1786 est reclassée dans l'ordre des Onchoproteocephalidea sous le nom Proteocephalus torulosus (Batsch, 1786) Nufer, 1905 ;
- l'espèce Taenia trimeresuri Parona, 1898 est reclassée dans l'ordre des Onchoproteocephalidea sous le nom Ophiotaenia trimeresuri (Parona, 1898) La Rue, 1911 ;
- l'espèce Taenia truncata Pallas, 1781 est reclassée dans l'ordre des Spathebothriidea sous le nom Cyathocephalus truncatus (Pallas, 1781) Kessler, 1868 ;
- l'espèce Taenia truttae Schrank, 1803 est reclassée dans l'ordre des Bothriocephalidea sous le nom Eubothrium crassum (Bloch, 1779) Nybelin, 1922 ;
- l'espèce Taenia undula Schrank, 1788 est reclassée dans la famille des Dilepididae sous le nom Dilepis undula (Schrank, 1788) Cohn, 1900 ;
- l'espèce Taenia unilateralis Rudolphi, 1819 est reclassée dans la famille des Gryporhynchidae sous le nom Valipora unilateralis (Rudolphi, 1819) ;
- l'espèce Taenia vaginata Rudolphi, 1819 est reclassée dans la famille des Acoleidae sous le nom Acoleus vaginatus (Rudolphi, 1819) Fuhrmann, 1899 ;
- l'espèce Taenia venusta Rosseter, 1897 est reclassée dans la famille des Hymenolepididae sous le nom Retinometra venusta (Rosseter, 1897) Spasskaja, 1966 ;
- l'espèce Taenia zederi Baird, 1853 est reclassée dans la famille des Dilepididae sous le nom Parorchites zederi (Baird, 1853).

### Publication originale
Carl von Linné, Systema Naturae per regna tria naturae, secundum classes, ordines, genera, species, cum characteribus, differentiis, synonymis, locis, Editio decima, reformata [10ème édition], vol. 1, 824 pp.; Laurentius Salvius: Holmiae, 1758, lire